# Risoba viridescens
Risoba viridescens är en fjärilsart som beskrevs av George Francis Hampson 1914. Risoba viridescens ingår i släktet Risoba och familjen trågspinnare. Inga underarter finns listade.